# Општина Девеселу (Олт)
Девеселу (рум. Deveselu) општина је у Румунији у округу Олт.
Oпштина се налази на надморској висини од 114 m.